# 茶果嶺天后廟
22°17′58″N 114°13′47″E / 22.299577°N 114.229625°E

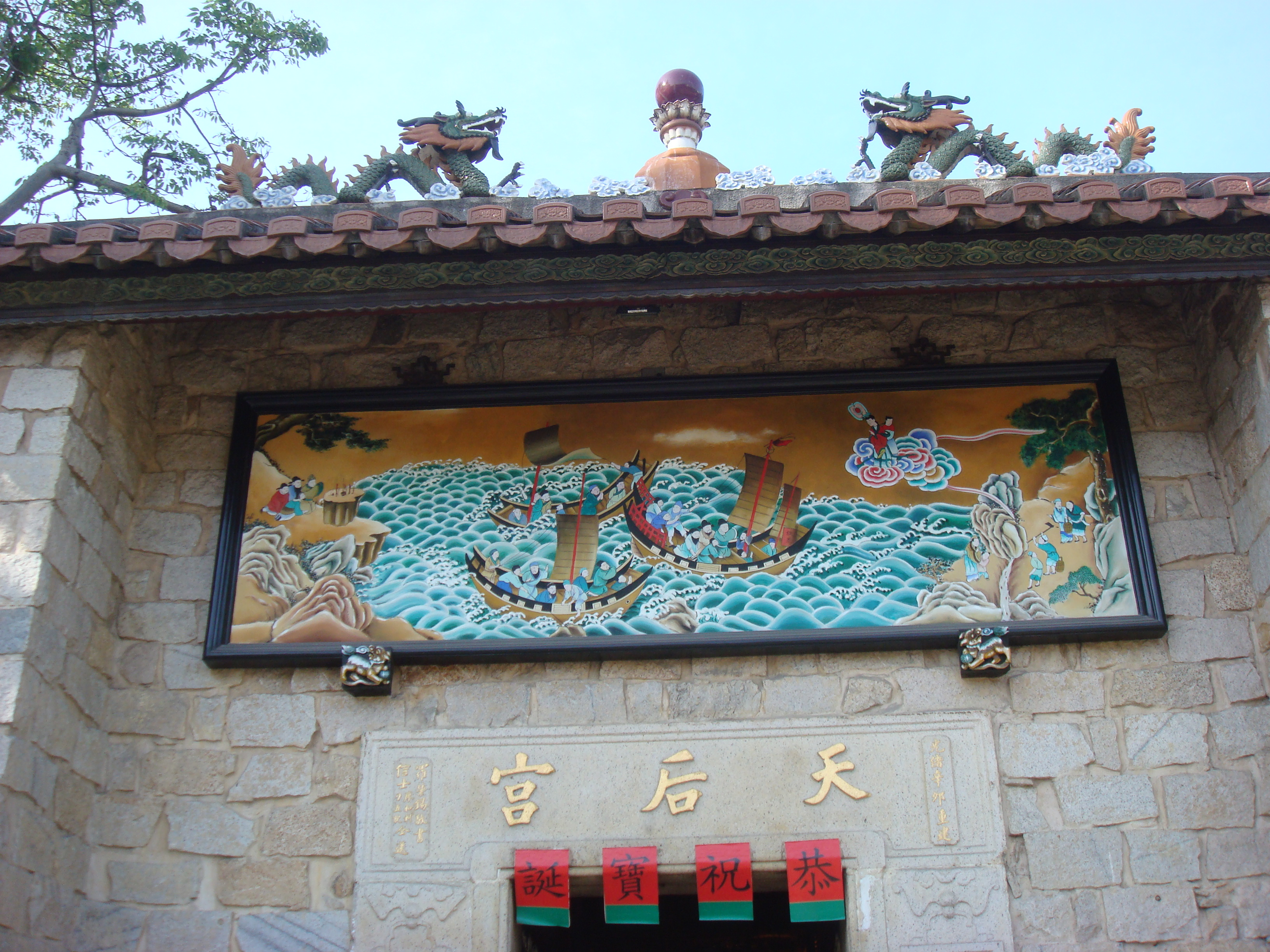
天后廟正門上的彩繪

茶果嶺天后廟是香港的一座天后廟，位於九龍觀塘區茶果嶺，為香港少數完全使用麻石興建的廟宇，現由華人廟宇委員會負責管理，於2010年4月16日評級為三級歷史建築。

## 歷史
茶果嶺天后廟是清朝道光年間時官府所建，並由當時觀塘居民合資。據廟門石額所記，現存的建築在光緒辛卯年（光緒十七年，1891年）重建。
廟宇原本位於觀塘灣灣畔（今麗港城一帶），直至1941年因該址被選為興建亞細亞油庫，才搬到茶果嶺現址，並曾於1947年重修。
於1999年再重修時，重現原本的石砌建築，呈現古樸的氣質。廟內正中的神壇供奉天后、華光及金花娘娘，右面則為觀音。，以金黃色為主色，而左面的神壇供奉魯班，右面的神壇供奉觀音。
村民至今依然虔誠禮奉，每逢農曆三月廿三天后寶誕，村民舉辦別具特式的花炮巡遊以及粵劇賀誕表演慶祝。

## 建築特色
天后廟面闊三間，深兩進，規模屬中型。而最具特色之處是整座建築都用花崗岩建成，在香港以至鄰近地區，都是少見的例子。

## 外部連結
- 賀天后誕茶果嶺今辦飄色 （页面存档备份，存于）
- 天后寶誕 茶果嶺大戲連場 （页面存档备份，存于）
- 吃喝玩樂在觀塘：名勝古蹟遊